# Fermín Bocos
Fermín Bocos Rodríguez (Población de Abajo, Valderredible, Cantabria; 1949) es un periodista español.

## Trayectoria
Licenciado en Periodismo, estudió las carreras de Medicina y Periodismo en Barcelona. Comenzó su carrera en prensa y radio, forjándose en la Cadena SER donde acabó presentando los informativos. Posteriormente ficharía por TVE de la mano de Iñaki Gabilondo, director de los servicios informativos del Ente.
Con el nombramiento de Pedro Erquicia como nuevo director de informativos en junio de 1981, decide proponer como colaborador a Fermín para la dirección del informativo más importante de Televisión Española, la segunda edición a las nueve de la noche. Sin embargo, tuvo que marcharse al poco tiempo ya que con el cese del director del Ente se cambió todo el esquema de los servicios informativos.
Después de abandonar la dirección del Telediario, se marchó a la Cadena COPE en la que estuvo como director de informativos 4 años, hasta que en 1985 la Cadena SER lo contrató de nuevo para asumir la dirección de su informativo nocturno, Hora 25. En 1987 Bocos pidió una excedencia en la SER para volver a trabajar en RTVE, coordinando aspectos de los servicios informativos.
Estuvo también dentro del equipo fundacional de Telemadrid, de la cual dirigió los primeros servicios informativos de la cadena desde 1989 hasta 1990, momento en el que se marchó de la cadena por discrepancias con la dirección en funciones del Ente madrileño. Durante su dirección se establecieron las bases de los informativos de la cadena madrileña y las diferentes ediciones del Telenoticias, de los cuales salieron periodistas como Hilario Pino.
Posteriormente volvió a RTVE. En 1994 se le encomendó potenciar Radio Exterior de España, una radio de Onda Corta que emite para todo el mundo. Dirigió varios aspectos del canal hasta que fue cesado en 1997 por la dirección de RTVE y de ahí pasa a la televisión privada Telecinco, donde se postula como presentador y editor del informativo de fin de semana hasta 1998. Desde esa fecha pasó a ser colaborador en varios programas como Protagonistas, dirigir un programa en CNN+, dar clases como profesor asociado en la Universidad Carlos III de Madrid o escribir varios libros.
Hasta junio de 2007 dirigió el programa de Radio Nacional de España 24 horas, en el que trabajó como director desde el 2004. Actualmente trabaja escribiendo libros y artículos de opinión en varios diarios digitales y para Europa Press.
Desde 2007 es tertuliano de varios programas, entre ellos, de De costa a costa en Punto Radio con Félix Madero y en 2010-2011 presentó el programa de televisión La vuelta al mundo en Veo7.
En 2011 colaboró como contertulio en el programa de debate político Madrid opina.
El 16 de abril de 1983 contrajo matrimonio con la periodista Julia Navarro.

## Libros
- El libro de Michael (1998).
- El resplandor de la gloria (1999, Plaza y Janés).
- La venganza de Byron (2005, Belacqua).
- El informe San Marcos (2009, Mr Ediciones).
- Viaje a las puertas del infierno (2015, Ariel).
- Algo va mal (2020, Destino).
- Zeus y Familia (2022, Ariel)